# Molino del Blanco
El Molino del Blanco es un molino en el término del municipio español de Carrascosa de Haro, a orillas del río Záncara. El molino, que es uno de los pocos de su tipo que se conservan en la provincia de Cuenca, sigue en funcionamiento y mantiene aún en su interior la maquinaria y la distribución que lo hacían funcionar. También cuenta con la vivienda del molinero. Data del siglo XVI y aparece en las Relaciones de Felipe II.
Su restauración fue llevada a cabo en 2001 por estudiantes de arquitectura y promovida por la asociación Cayrel, con la intención de usarlo con fines educativos.